# Ceiba (Ceiba)
Ceiba es un barrio-pueblo ubicado en el municipio de Ceiba en el Estado Libre Asociado de Puerto Rico. En el Censo de 2010 tenía una población de 3677 habitantes y una densidad poblacional de 2.571,92 personas por km².

## Geografía
Ceiba se encuentra ubicado en las coordenadas 18°15′49″N 65°38′53″O / 18.26361, -65.64806. Según la Oficina del Censo de los Estados Unidos, Ceiba tiene una superficie total de 1.43 km², que corresponden a tierra firme.

## Demografía
Según el censo de 2010, había 3677 personas residiendo en Ceiba. La densidad de población era de 2.571,92 hab./km². De los 3677 habitantes, Ceiba estaba compuesto por el 71.74% blancos, el 18.87% eran afroamericanos, el 0.9% eran amerindios, el 0.16% eran asiáticos, el 4.98% eran de otras razas y el 3.35% pertenecían a dos o más razas. Del total de la población el 99.24% eran hispanos o latinos de cualquier raza.